# Иван Русков
Иван Тодоров Русков е български литературен историк, професор в Пловдивския университет „Паисий Хилендарски“.

## Биография
Роден е на 18 май 1960 г. Завършва българска филология в Пловдивския университет с втора специалност руска филология. Преподава „Нова българска литература от Освобождението до Първата световна война“ и „Историческа поетика на българската литература“ в Пловдивския университет.
През 1999 г. защитава докторска дисертация на тема „Развой на пейзажната лирика в българската литература от Освобождението до Първата световна война“ с научен ръководител проф. Милена Цанева.
Доцент е от 2003 г., а професор от 2017 г.
Става доктор на филологическите науки с дисертация на тема „Символи и свят. Кръстът“ в 2016 година.
Лектор е в Университета „Лоранд Йотвьош“ в Будапеща (2001 – 2005). През 2009 – 2011 г. е ръководител на научния проект „Битието на книгата (Диктатурата на духа и конституцията на зло/употребите)“.
Женен с 2 деца.